# Germigny-sous-Coulombs
Germigny-sous-Coulombs é uma comuna francesa localizada na região administrativa da Île-de-France, no departamento Sena e Marne. A comuna possui 147 habitantes segundo o censo de 1990.